# Strzelectwo na Letnich Igrzyskach Olimpijskich 2016 – trap (mężczyźni)
Trap mężczyzn – konkurencja rozegrana w dniach 7–8 sierpnia 2016 roku podczas letnich igrzysk w Rio de Janeiro.
W kwalifikacjach wystąpiło 33 zawodników. Każdy z nich miał pięć serii po 25 dysków, które należało zbić. Po 10 z nich było wyrzucane w lewo i prawo, a 5 prosto. Strzelcy mieli możliwość dwóch prób na jednym dysku w przypadku niepowodzenia. Do finałowego etapu awansowało 6 zawodników.
Runda finałowa była podzielona na dwa etapy. W pierwszym każdy zawodnik miał jedną serię po 15 dysków. Na jeden dysk mógł przypaść tylko jeden strzał. Na podstawie ilości zbitych dysków była ustalana kolejność, która decydowała w rozgrywce o medale. W drugim etapie zostały ustalone dwie pary. Pierwszy zmierzył się z drugim w klasyfikacji o złoty medal, natomiast trzeci z czwartym rywalizowali o brązowy. Rozgrywali ze sobą po jednej 15 strzałowej serii. W przypadku równej liczby punktów strzelane są pojedyncze dyski do momentu, aż wyłoniony zostanie zwycięzca.
Złoty medal zdobył Chorwat Josip Glasnović, srebrny – Włoch Giovanni Pellielo, a brązowy – Brytyjczyk Edward Ling.

## Terminarz
| Data            | Godzina |                      |
| --------------- | ------- | -------------------- |
| 7 sierpnia 2016 | 14:30   | Kwalifikacje         |
| 8 sierpnia 2016 | 14:30   | Kwalifikacje         |
| 8 sierpnia 2016 | 20:15   | Pojedynek 3. miejsce |
| 8 sierpnia 2016 | 20:25   | Finał                |

## Rekordy
Rekordy świata i olimpijskie przed rozpoczęciem zawodów:
Runda kwalifikacyjna – 125 strzałów
| WR | Giovanni Pellielo | 125 | Nikozja | 1 kwietnia 1994 |
| OR | Michael Diamond   | 125 | Londyn  | 6 sierpnia 2012 |

## Wyniki
Źródło: 

### Kwalifikacje
| Pozycja | Zawodnik               | Reprezentacja                   | Wynik | Uwagi |
| ------- | ---------------------- | ------------------------------- | ----- | ----- |
| 1       | Giovanni Pellielo      | Włochy                          | 122   | Q     |
| 2       | Edward Ling            | Wielka Brytania                 | 120   | Q     |
| 3       | Josip Glasnović        | Chorwacja                       | 120   | Q     |
| 4       | Ahmed Kamar            | Egipt                           | 119   | Q     |
| 5       | David Kostelecký       | Czechy                          | 118   | Q     |
| 6       | Massimo Fabbrizi       | Włochy                          | 118   | Q     |
| 7       | Aleksiej Alipow        | Rosja                           | 117   |       |
| 8       | Khaled Al-Mudhaf       | Niezależni sportowcy olimpijscy | 117   |       |
| 9       | Giovanni Cernogoraz    | Chorwacja                       | 116   |       |
| 10      | Maxime Mottet          | Belgia                          | 116   |       |
| 11      | Vesa Törnroos          | Finlandia                       | 116   |       |
| 12      | Adam Vella             | Australia                       | 115   |       |
| 13      | Yavuz İlnam            | Turcja                          | 115   |       |
| 14      | Abdulrahman Al-Faihan  | Niezależni sportowcy olimpijscy | 115   |       |
| 15      | Roberto Schmits        | Brazylia                        | 115   |       |
| 16      | Manavjit Singh Sandhu  | Indie                           | 115   |       |
| 17      | Alberto Fernández      | Hiszpania                       | 115   |       |
| 18      | Marián Kovačócy        | Słowacja                        | 114   |       |
| 19      | Kynan Chenai           | Indie                           | 114   |       |
| 20      | Eduardo Lorenzo        | Dominikana                      | 114   |       |
| 21      | Erik Varga             | Słowacja                        | 114   |       |
| 22      | Boštjan Maček          | Słowenia                        | 113   |       |
| 23      | Glenn Kable            | Fidżi                           | 112   |       |
| 24      | Abdel-Aziz Mehelba     | Egipt                           | 112   |       |
| 25      | Yang Kun-pi            | Chińskie Tajpej                 | 110   |       |
| 26      | Mitchell Iles-Crevatin | Australia                       | 110   |       |
| 27      | Danilo Caro            | Kolumbia                        | 110   |       |
| 28      | Francisco Boza         | Peru                            | 109   |       |
| 29      | Erdinç Kebapçı         | Turcja                          | 108   |       |
| 30      | Mohamed Ramah          | Maroko                          | 106   |       |
| 31      | Fernando Borello       | Argentyna                       | 105   |       |
| 32      | Stefano Selva          | San Marino                      | 102   |       |
| 33      | João Paulo de Silva    | Angola                          | 98    |       |

### Półfinał
| Pozycja | Zawodnik          | Reprezentacja   | Wynik | Uwagi                  |
| ------- | ----------------- | --------------- | ----- | ---------------------- |
| 1       | Josip Glasnović   | Chorwacja       | 15    | Finał                  |
| 2       | Giovanni Pellielo | Włochy          | 14    | Finał                  |
| 3       | David Kostelecký  | Czechy          | 13    | Pojedynek o 3. miejsce |
| 4       | Edward Ling       | Wielka Brytania | 12    | Pojedynek o 3. miejsce |
| 5       | Ahmed Kamar       | Egipt           | 12    |                        |
| 6       | Massimo Fabbrizi  | Włochy          | 11    |                        |

### Finał
| Pozycja | Zawodnik          | Reprezentacja | Wynik | Uwagi |
| ------- | ----------------- | ------------- | ----- | ----- |
|         | Josip Glasnović   | Chorwacja     | 13+4  |       |
|         | Giovanni Pellielo | Włochy        | 13+3  |       |

### Pojedynek o 3. miejsce
| Pozycja | Zawodnik         | Reprezentacja   | Wynik | Uwagi |
| ------- | ---------------- | --------------- | ----- | ----- |
|         | Edward Ling      | Wielka Brytania | 13    |       |
| 4       | David Kostelecký | Czechy          | 9     |       |